# 术语服务器
术语服务器是指一种软件，用于通过应用编程接口向其客户端应用程序提供各种与术语集相关的软件服务。此类服务器负责为最终用户提供入口术语，以及最终用户术语系统与标准术语系统之间的对照关系，并可将信息归并到更高层次，如管理层次。
典型的术语服务可能包括：
- 可能利用等价字词、备选拼写形式、缩略语或者词素替换表，以及其他的词汇资源，将用户所定义的任意的文本字符串输入（或者正则表达式），与其内部固定的一系列自然语言表达形式之间加以匹配，以便提高匹配算法的查全率和查准率。
- 检索出一系列固定的且采用一种语言的术语表达形式与另一种自然语言的翻译形式之间的任何已经声明的关联关系。
- 检索出一系列固定的且采用一种语言的术语表达形式与某一概念体系或本体之中实体之间的任何已经声明的关联关系。
- 检索出某一概念体系或本体之中不同概念之间的任何已经声明的或者可以推导得出的语义链接关系，尤其是归类关系（即Is-a）。
- 检索出某一本体之中不同概念与某个或某些外部资源（如图片库、决策支持规则或统计分类）之中实体之间的任何已经直接声明的或者可以推导得出的最为近似的关联关系。